# Super 6 2018
Der Super 6 2018 war die erste Ausgabe des Super 6, eines von der Europa-Abteilung der World Baseball Softball Confederation ausgerichteten Baseball- und Softball-Turniers zwischen den jeweils sechs besten europäischen Nationalmannschaften beider Sportarten. Das Turnier fand vom 18. bis 23. September 2018 in Hoofddorp, Niederlande statt.
Sieger im Baseball waren die Niederlande, Sieger im Softball Tschechien.

## Teilnehmende Teams
Für den Super 6 qualifizieren sich die jeweils sechs bestplatzierten Nationen der vorangegangenen Baseball-EM und Softball-EM. Beim Super 6 2018 waren dies folgende Teams:
| Baseball    | Softball               |
| ----------- | ---------------------- |
| Niederlande | Niederlande            |
| Spanien     | Italien                |
| Italien     | Vereinigtes Königreich |
| Deutschland | Russland               |
| Tschechien  | Griechenland           |
| Belgien     | Tschechien             |

## Spielplan und Ergebnisse

### Baseball
| Datum, Uhrzeit       | Heimteam    | Gastteam    | Ergebnis  |
| -------------------- | ----------- | ----------- | --------- |
| 18. September, 11:00 | Italien     | Deutschland | 11 - 1    |
| 18. September, 15:00 | Spanien     | Belgien     | 13 - 1    |
| 18. September, 19:30 | Niederlande | Tschechien  | 7 - 6     |
| 19. September, 11:00 | Belgien     | Italien     | 4 - 7     |
| 19. September, 15:00 | Tschechien  | Spanien     | 7 - 12    |
| 19. September, 19:30 | Deutschland | Niederlande | 1 - 13    |
| 20. September, 11:00 | Tschechien  | Belgien     | 15 - 10   |
| 20. September, 15:00 | Deutschland | Spanien     | 1 - 9     |
| 20. September, 19:30 | Niederlande | Italien     | 9 - 8     |
| 21. September, 11:00 | Belgien     | Deutschland | 7 - 6     |
| 21. September, 15:00 | Italien     | Tschechien  | 25 - 10   |
| 21. September, 19:30 | Spanien     | Niederlande | 10 - 12 1 |
| 22. September, 11:00 | Deutschland | Tschechien  | 5 - 4     |
| 22. September, 11:00 | Italien     | Spanien     | 8 - 5     |
| 22. September, 15:00 | Niederlande | Belgien     | – 2       |
| 23. September, 13:30 | Niederlande | Italien     | – 3       |

1 Das Spiel zwischen Spanien und Niederlande war ursprünglich für den 21. September um 19:30 geplant, konnte jedoch wegen starken Regens erst um ca. 20:45 begonnen werden. Nach nur einem Inning musste das Spiel beim Stand von 0:3 für die Niederlande wegen erneuten Regenfalls abgebrochen werden. Das Spiel wurde bei diesem Spielstand am 22. September um 15:00 im zweiten Inning fortgesetzt und wurde bis zum 8. Inning gespielt, wo es bei einem Spielstand von 10:12 für die Niederlande wieder wegen Regens abgebrochen werden musste. Schließlich wurde das Spiel mit diesem Spielstand für beendet erklärt.
2 3 wegen Regenfall abgesagt.

### Softball
| Datum, Uhrzeit       | Heimteam               | Gastteam               | Ergebnis |
| -------------------- | ---------------------- | ---------------------- | -------- |
| 18. September, 13:00 | Italien                | Tschechien             | 2 - 3    |
| 18. September, 15:30 | Vereinigtes Königreich | Griechenland           | 7 - 3    |
| 18. September, 18:00 | Russland               | Niederlande            | 1 - 13   |
| 19. September, 10:30 | Tschechien             | Russland               | 5 - 4    |
| 19. September, 13:00 | Vereinigtes Königreich | Italien                | 0 - 6    |
| 19. September, 15:30 | Tschechien             | Griechenland           | 6 - 5    |
| 19. September, 18:00 | Italien                | Niederlande            | 4 - 3    |
| 20. September, 10:30 | Griechenland           | Russland               | 2 - 7    |
| 20. September, 13:00 | Vereinigtes Königreich | Tschechien             | 0 - 2    |
| 20. September, 15:30 | Italien                | Russland               | 8 - 0    |
| 20. September, 18:00 | Niederlande            | Vereinigtes Königreich | 8 - 3    |
| 21. September, 10:30 | Niederlande            | Griechenland           | 14 - 4   |
| 21. September, 13:00 | Russland               | Vereinigtes Königreich | 3 - 5    |
| 21. September, 15:30 | Griechenland           | Italien                | 1 - 9    |
| 21. September, 18:00 | Niederlande            | Tschechien             | 0 - 1    |
| 22. September, 10:30 | Russland               | Griechenland           | 4 - 5    |
| 22. September, 13:00 | Niederlande            | Vereinigtes Königreich | 2 - 3    |
| 22. September, 18:00 | Tschechien             | Italien                | – 1      |

1 wegen Regenfall abgesagt.

## Endstand

### Baseball
| Pl. | Team        |
| --- | ----------- |
|     | Niederlande |
|     | Italien     |
|     | Spanien     |
| 4.  | Belgien     |
| 5.  | Tschechien  |
| 6.  | Deutschland |

### Softball
| Pl. | Team                   |
| --- | ---------------------- |
|     | Tschechien             |
|     | Italien                |
|     | Vereinigtes Königreich |
| 4.  | Niederlande            |
| 5.  | Griechenland           |
| 6.  | Russland               |

## Spielerauszeichnungen

### Baseball
| Auszeichnung         | Spieler (Team)                  |
| -------------------- | ------------------------------- |
| Most Valuable Player | Sicnarf Loopstok ( Niederlande) |
| Best Pitcher Award   | Daniel Alvarez ( Spanien)       |
| Best Hitter Award    | Christophe Colabello ( Italien) |

### Softball
| Auszeichnung         | Spieler (Team)                 |
| -------------------- | ------------------------------ |
| Most Valuable Player | Veronika Peckova ( Tschechien) |
| Best Pitcher Award   | Veronika Peckova ( Tschechien) |
| Best Hitter Award    | Amanda Fama ( Italien)         |

## Deutscher Kader (Baseball)
Folgende 24 Spieler wurden in den Kader der deutschen Baseballnationalmannschaft für den Super 6 2018 berufen:
| Nr. | Nachname    | Vorname | Team                                   | Position   |
| 1   | Ahrens      | Vincent | Bonn Capitals                          | Catcher    |
| 2   | Boldt       | Max     | Mainz Athletics                        | Infielder  |
| 3   | Brenk       | Eric    | Bonn Capitals                          | Infielder  |
| 4   | Diaz        | Luis    | Mannheim Tornados                      | Outfielder |
| 5   | Dickman     | Lucas   | Hünstetten Storm                       | Pitcher    |
| 6   | Ehmcke      | Maik    | Untouchables Paderborn                 | Outfielder |
| 7   | Freimuth    | Clayton | Heidenheim Heideköpfe                  | Pitcher    |
| 8   | Gühring     | Simon   | Heidenheim Heideköpfe                  | Catcher    |
| 9   | von Garssen | Elias   | Buchbinder Legionäre Regensburg        | Catcher    |
| 10  | Hughes      | Andre   | Solingen Alligators                    | Pitcher    |
| 11  | Jahn        | Lukas   | Buchbinder Legionäre Regensburg        | Infielder  |
| 12  | Jimenez     | Marcel  | Buchbinder Legionäre Regensburg        | Outfielder |
| 13  | Kotowski    | Kevin   | Mainz Athletics                        | Outfielder |
| 14  | Koch        | Sascha  | Bonn Capitals                          | Pitcher    |
| 15  | Ljatifi     | Nadir   | Untouchables Paderborn                 | Infielder  |
| 16  | Marquez     | Enorbel | ASD Rimini                             | Pitcher    |
| 17  | Rimmel      | Niklas  | Minnesota Twins / Buchbinder Legionäre | Pitcher    |
| 18  | Schüller    | Sven    | Los Angeles Dodgers                    | Pitcher    |
| 19  | Schmidt     | Alex    | Buchbinder Legionäre Regensburg        | Infielder  |
| 20  | Steinlein   | Lukas   | München-Haar Disciples                 | P/OF       |
| 21  | Solbach     | Markus  | Bonn Capitals                          | Pitcher    |
| 22  | Stahlmann   | Tim     | Mainz Athletics                        | Pitcher    |
| 23  | Thieben     | Daniel  | Untouchables Paderborn                 | Pitcher    |
| 24  | Wilhelm     | Maurice | Bonn Capitals                          | Pitcher    |

## Live-Übertragung
Die Übertragung aller Spiele des Super 6 2018 (Baseball und Softball) wird von dem tschechischen Sport-Streaminganbieter Playo.TV übernommen. Der Livestream ist sowohl über die Homepage des Super 6 als auch über Baseballsoftball.TV, die Videoplattform des WBSC Europe, sowie über den eigenen YouTube-Kanal von Playo.TV abrufbar.